# 溴酸铥
溴酸铥是一种无机化合物，化学式为Tm(BrO3)3。它可由溴酸钾和高氯酸铥在热水中反应，于15 °C过滤除去高氯酸钾后得到；溴酸钡和硫酸铥反应，从溶液中也能结晶出九水合溴酸铥。